# Mount Hermon (Kalifornija)
Mount Hermon je naseljeno područje za statističke svrhe u američkoj saveznoj državi Kalifornija. Prema popisu stanovništva iz 2010. u njemu je živjelo 1.037 stanovnika.